# Sea Lion Park
Sea Lion Park était un trolley park créé en 1895 à Coney Island par Paul Boyton. Il a clôturé la propriété et s'est chargé de l'administration de ce qui est devenu le premier parc d'attractions permanent d'Amérique du Nord. En 1903, le Sea Lion Park fut remplacé par le Luna Park. 

## Histoire
En 1902, Boyton ne pouvait pas suivre le rythme d'ajout de nouvelles attractions dont le public avait envie. Il essaye de garder le public intéressé en investissant 100 000 $ dans une rénovation de Sea Lion Park pendant l'hiver 1901 et achète l'éléphant Topsy au début du printemps 1902 du cirque Forepaugh. Cependant, la saison 1902 était pluvieuse et non rentable. Le Steeplechase Park voisin s'était ouvert sur Coney Island en 1897 et présentait une concurrence encore plus récente. À la fin de 1902, Frederic Thompson et Elmer "Skip" Dundy obtiennent un bail à long terme pour Sea Lion Park qu'il transforment et rouvrent sous le nom de Luna Park le 16 mai 1903.

## Attractions

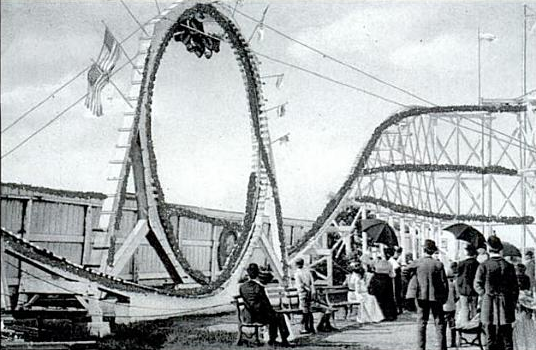
Flip Flap Railway

L'attraction la plus populaire, hormis le spectacle aquatique, était un tour appelé le Water Chute. L'attraction, conçue par Boyton et Thomas Polk, était composé d'un bateau à fond plat qui glissait le long d'une rampe jusque dans une piscine. 
Le parc était également composé du Flip Flap Railway, des montagnes russes dessinées par Lina Beecher qui était composées d'un looping vertical de vingt mètres de haut. L'attraction étant trop dangereuse, elle fut rapidement fermée. Boyton ajouta au parc un vieux moulin nommé Cages of Wild Wolves et une salle de bal (1899).